# Lucretia St. Clair Joof
Lucretia St. Clair Joof (* 1913 in Bathurst; † August 1982) war Politikerin im westafrikanischen Staat Gambia. Sie war die erste Frau im House of Representatives.

## Leben
St. Clair Joof war ab den frühen 1930ern als Lehrerin an einer weiterführenden Schule, später war sie an einer französischen Einzelhandelsfirma als Kauffrau tätig.
Nachdem ein Gesetzentwurf für die Erhöhung von zwei auf vier nominierte Mitglieder im House of Representatives erfolgreich im August 1968 abgesegnet wurde, hatte Präsident Dawda Jawara sie als weiteres Mitglied nachnominiert. Zuvor war St. Clair Joof als Ratsmitglied im Bathurst City Council (BCC) seit 1964 tätig und wurde in dieser Funktion im Januar 1968 erneut nominiert. Daneben war sie Vorsitzende des Parks and Recreational Committee und war für die Errichtung des Spielplatzes auf dem MacCarthy Square und des King George V Memorial Park verantwortlich.
Sie verließ 1977 das Parlament und war weiter als Ratsmitglied tätig.

## Privates
Lucretia St. Clair Joof war in erster Ehe mit dem Rechtsanwalt Tom Taylor verheiratet. Nach dessen Tod heiratete sie 1941 den Rechtsanwalt und Politiker George St. Clair Joof, der 1955 starb.

## Auszeichnungen
- 1976 – Officer of the Republic of The Gambia (ORG)